# 渼沙里漕艇競技場
渼沙里漕艇競技場（ミサリそうていきょうぎじょう）は、大韓民国京畿道河南市渼沙洞にある漕艇場。運営は国民体育振興公団競輪競艇事業本部。1988年ソウルオリンピックのカヌーとボート競技の会場を改修し、2002年6月に最初の競走が行われた。

## 概要
開催は2月後半～12月の毎週水曜日・木曜日を基本として行われる(一部開催のない日あり)。2日間が1節となる。1日に15レースが行われる。スタンドは2600席、発売窓口は136か所。一般戦は優勝等がなく行われるが、トーナメント戦は初日の成績により2日目の優勝戦進出者が決定し優勝を争う。

## 主なレース
- 3月　文化日報杯
- 4月　スポーツワールド杯
- 6月　公団理事長杯
- 7月　スポーツ京郷杯
- 9月　ヘラルド経済杯
- 10月　栗原杯　韓国競艇の発祥に尽力した日本の元競艇選手栗原孝一郎を記念したレース
- 12月　文化体育観光部長官杯グランプリ

公団理事長杯・栗原杯・文化体育観光部長官杯が3大競走である。

## 発売する式別
- 単勝式・複勝式(2着払い)・2連複・2連単・3連複・3連単(2017年12月6日より発売開始、ただし現金での購入はできない)。
- 拡連複はない。
- 発売は100ウォン単位である。なお法律により1レースの賭け金は1人10万ウォンまでとなっている(競馬や宝くじ等も同様)。
- 的中券の有効期間は1年間。的中券のオッズが100倍を超えた場合は税金がかかる。（住民税の為、外国人の場合は還付が可能）

## 日本のボートレースと同じもの
選手はA1・A2・B1・B2にランク付けされ(割合も同じ)、1レースは6人が出場。1周600mを3周でレースが行われる。

## 日本のボートレースとの違い
出遅れ欠場の基準が1.5秒(日本は1秒)である。大時計の黄色い針が日本のものよりも白みがかっているとの指摘もある。
また、フライングスタート方式の他に、前半レースにおいてオンラインスタート方式(ピットから直接スタート、助走335m+2周1200m)による競走も実施されている(2016年10月5日より実施、まれに実施されない日もある)。
使用するボート・モーターは国産化されている。

## アクセス
ソウル地下鉄2号線・8号線蚕室駅、5号線上一洞駅、8号線岩寺駅、5・8号線千戸駅・中央電鉄線九里駅より無料バスが運行。